# 일찍 일어나면 오늘이 즐겁습니다
일찍 일어나면 오늘이 즐겁습니다는 MBC 표준FM(수도권 FM 95.9MHz, AM 900kHz)에서 1994년 10월 10일 ~ 1998년 11월 1일까지 매일 오전 5시 5분 ~ 6시까지 방송한 라디오 프로그램이다.

## 진행자
- 김창옥 아나운서